# دارين فريتز
دارين فريتز (بالإنجليزية: Darren Fritz)‏ هو لاعب دوري الرغبي أسترالي، ولد في 13 مارس 1969 في روكامبتون في أستراليا.